# The Dollar Mark
The Dollar Mark è un film muto del 1914 diretto da O.A.C. Lund.

## Produzione
Il film fu prodotto dalla William A. Brady Picture Plays. Molte delle scene furono girate a Cobalt, nell'Ontario. Alcune fonti riportano che il film è canadese. Il copyright riporta come titolo del film Dollar Mark (senza articolo).

## Distribuzione
Il copyright del film, richiesto dalla World Film Corp., fu registrato il 10 settembre 1914 con il numero LU3379.
Distribuito dalla World Film, il film uscì nelle sale cinematografiche statunitensi il 10 settembre 1914.